# 1678 у літературі
Стаття є списком літературних подій та публікацій у 1678 році.

## Книги
- «Принцеса Клевська» — роман мадам де Лафаєтт.

## П'єси
- «Все за любов» (англ. «All for Love») — трагедія Джона Драйдена.

## Народились
- Можливий рік народження – Джордж Фаркер, ірландський драматург (помер у 1707).

## Померли
- 4 травня — Анна Марія ван Схюрман, голландська поетеса та вчена (народилась в 1607).
- 12 квітня — Томас Стенлі, англійський поет, письменник та перекладач (народився в 1625).
- 16 серпня — Ендрю Марвелл, англійський поет (народився в 1621).